# Макаровское (Дагестан)
Макаровское (Макаровка, Макар-аул) — село в Кизлярском районе Дагестана. Входит в состав Большеарешевского сельского поселения.

## Географическое положение
Населённый пункт расположен у канала Карататаул, в 1,5 км к западу от центра сельского поселения — Большая Арешевка и в 33 км к северо-востоку от города Кизляр.

## Население
| 1926 | 1970 | 1989 | 2002 | 2010 | 2021 |
| ---- | ---- | ---- | ---- | ---- | ---- |
| 50   | ↗911 | ↘249 | ↘234 | ↗304 | ↘160 |

Национальный состав
По данным Всесоюзной переписи населения 1926 года:
| № | Национальность | Численность, чел. | Доля  |
| - | -------------- | ----------------- | ----- |
| 1 | ногайцы        | 50                | 100 % |

По результатам Всероссийской переписи населения 2010 года:
| № | Национальность | Численность, чел. | Доля   |
| - | -------------- | ----------------- | ------ |
| 1 | ногайцы        | 161               | 53,0 % |
| 2 | даргинцы       | 77                | 25,3 % |
| 3 | аварцы         | 43                | 14,1 % |
| 4 | другие         | 23                | 7,6 %  |

По данным Всероссийской переписи населения 2010 года, в селе проживало 304 человека (137 мужчин и 167 женщин).